# Drupa

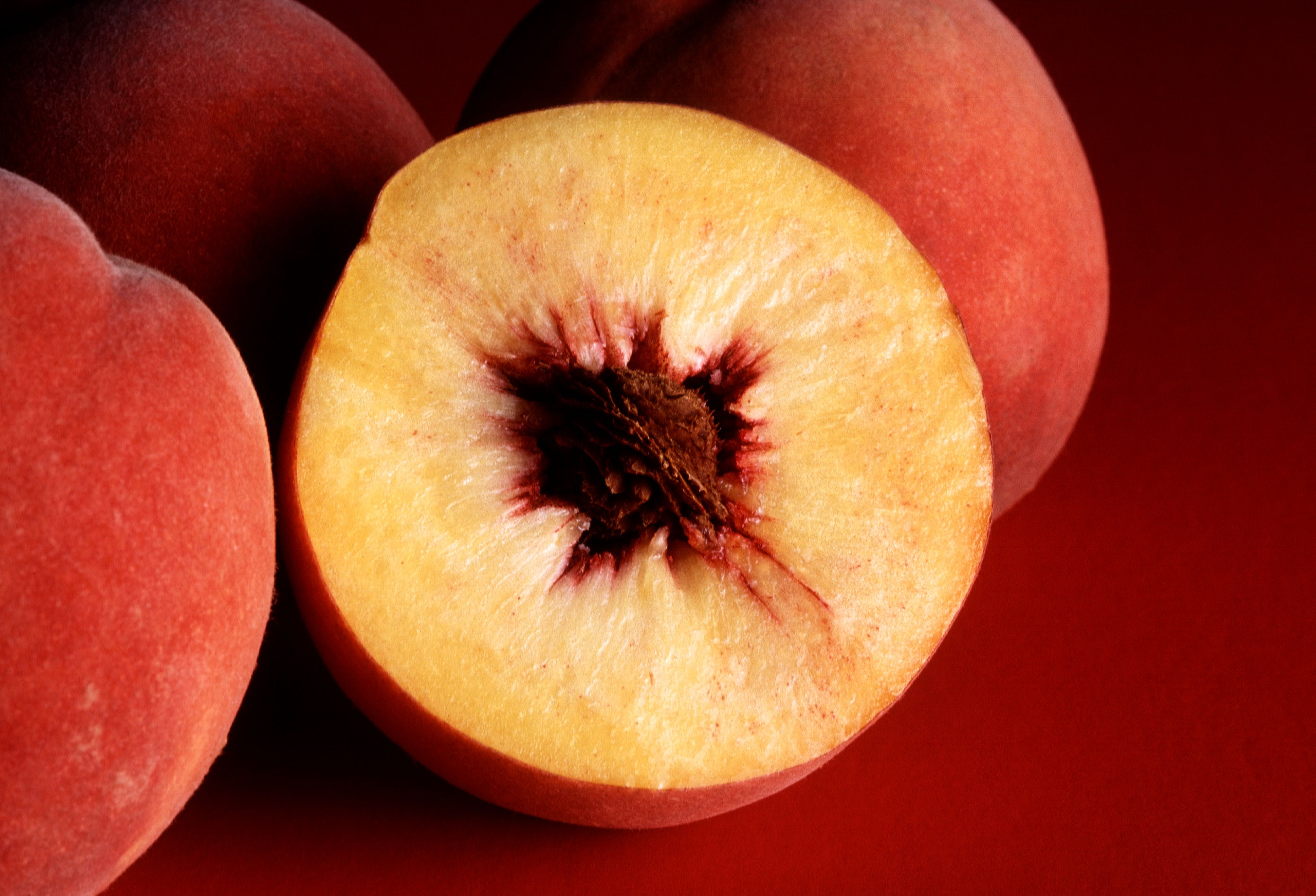
Um pêssego, exemplo típico de uma drupa

Diagrama de uma drupa típica (pêssego), mostrando tanto o fruto quanto a semente

Drupa é um tipo de fruto carnoso contendo apenas uma semente, sendo esta referida como o caroço e aderida ao mesocarpo de tal maneira que só pode ser separada mecanicamente.
Geralmente, possui uma casca fina e sua polpa é uniforme. É um tipo de fruta carnosa que não se divide em gomos.
A estrututa física de uma drupa é epicarpo, que é a casca ou revestimento externo; mesocarpo, que é a parte comestível ou polpa; e o endocarpo, que é o caroço ou camada que reveste a cavidade do fruto.
Exemplos deste tipo de fruto são o pêssego, o damasco, a cereja, a ginja, a ameixa e certos frutos ocorrentes em famílias como Chrysobalanaceae. Outros exemplos de frutas drupa são azeitona, coco e manga.